# Kapyorksnårsydhake
Kapyorksnårsydhake (Drymodes superciliaris) är en fågel i familjen sydhakar inom ordningen tättingar.

## Utseende och läte
Kapyorksnårsydhake är en långbent tätting med brun ovansida, ljusgrå undersida och svartvitt mönster på vingen. Stjärten är lång och hålls ofta rest. I ansiktet syns ett mycket tydligt svart streck genom ögat och kinden. Bland lätena hörs olika klara och tunna visslingar.

## Utbredning och systematik
Fågeln förekommer i regnskog på Kap Yorkhalvön i Queensland, Australien. Tidigare betraktades den och papuasnårsydhaken som samma art. Den behandlas som monotypisk, det vill säga att den inte delas in i några underarter.

## Levnadssätt
Kapyorksnårsydhaken hittas i regnskog, framför allt i områden med gott om torra löv. Den ses vanligen lågt ner eller på marken.

## Status
Trots det begränsade utbredningsområdet och att den tros minska i antal anses beståndet vara livskraftigt av internationella naturvårdsunionen IUCN.